# Тейзвелл (округ, Вірджинія)
Шаблон:StateAbbr_ 37°08′ пн. ш. 81°34′ зх. д. / 37.13° пн. ш. 81.56° зх. д.
Округ  Тейзвелл (англ. Tazewell County) — округ (графство) у штаті  Вірджинія, США. Ідентифікатор округу 51185.

## Історія
Округ утворений 1799 року.

## Демографія
За даними перепису 2000 року загальне населення округу становило 44598 осіб, зокрема міського населення було 18674, а сільського — 25924. Серед мешканців округу чоловіків було 21369, а жінок — 23229. В окрузі було 18277 домогосподарств, 13228 родин, які мешкали в 20390 будинках. Середній розмір родини становив 2,85.
Віковий розподіл населення поданий у таблиці:
| Стать    | До 15 років | 15-21 | 22-29 | 30-39 | 40-49 | 50-65 | 65-85 | Понад 85 |
| -------- | ----------- | ----- | ----- | ----- | ----- | ----- | ----- | -------- |
| Чоловіки | 3974        | 2059  | 2145  | 2766  | 3578  | 4118  | 2550  | 179      |
| Жінки    | 3796        | 1986  | 2083  | 2968  | 3816  | 4387  | 3633  | 560      |

## Суміжні округи
- Мак-Дауелл, Західна Вірджинія — північ
- Мерсер, Західна Вірджинія —- північний схід
- Бленд — схід
- Сміт — південь
- Расселл — захід
- Б'юкенан — північний захід

## Виноски
1. ↑  U.S. Decennial Census. United States Census Bureau. Процитовано 5 січня 2014.
2. ↑  Historical Census Browser. University of Virginia Library. Архів оригіналу за 11 серпня 2012. Процитовано 5 січня 2014.
3. ↑  Population of Counties by Decennial Census: 1900 to 1990. United States Census Bureau. Процитовано 5 січня 2014.
4. ↑  Census 2000 PHC-T-4. Ranking Tables for Counties: 1990 and 2000 (PDF). United States Census Bureau. Процитовано 5 січня 2014.
5. ↑  County Population Totals and Components of Change: 2010-2018. Процитовано 25 травня 2019.
6. ↑  American FactFinder. Бюро перепису населення США. Архів оригіналу за 26 лютого 2012. Процитовано 31 січня 2008. [Архівовано 2008-05-21 у Wayback Machine.]

| США | Це незавершена стаття з географії США. Ви можете допомогти проєкту, виправивши або дописавши її. |